# Пастух Аркадии
Berger d’Arcadie (или Антонио Пасторелло ди Аркадия) — неоклассическая работа, созданная Чезаре Саккаджи в 1927 году.
В обширном художественном творчестве Чезаре Саккаджи есть шедевры, относящиеся к мифологиям греческого и римского мира. Очевиден долг перед неоязычеством Габриэле Д’Аннунцио и его способом предложить мифически-священный образ природы, далекий от реализма, предложенного тосканской или пьемонтской «живописью полей». Основные темы — ностальгия по далеким странам, старые воспоминания, окутанные мечтательной атмосферой. Желание освободиться от преувеличений маньеризма и суровости современного мира фактически привело к тому, что многие художники начала двадцатого века заново открыли для себя классическую культуру, чистоту, простоту и идеализм которой они ценили.
В Антонио Пасторелло ди Аркадия художник демонстрирует, что он с абсолютной уверенностью демонстрирует высокое техническое мастерство исполнения, передавая беспрецедентную чувствительность цвета лица пастуха и нежное внимание к волосам и меху, окружающим его поясницу. Композиция плавно перетекает далеко за пределы физических границ холста, с слегка волнистыми, почти музыкальными движениями, чтобы дать представление о сне летней ночи, о ностальгии по древнему миру, в который художник, которого он хочет погрузить сам полностью. Только водопад, возникший из перевернутого ствола дерева, кажется, вызывает отдаленное и нематериальное природное пространство, в то же время примитивное и незагрязненное. Это мир, который постоянно находится между водой и землей. Причины временной неподвижности композиции далеки. Все освещено лунным оттенком сумеречного света, что полностью подчеркивает красоту тела молодого пастуха. Все представляет собой буйство аркадской красоты, и сцена кажется оживленной легким дыханием поэзии; Мифологическая атмосфера, которую так тонко хотел передать автор, отличается резким контрастом с прозаическим характером реальной жизни. В этом произведении полностью выражен так называемый «панизм» Д’Аннунцио, в котором человек превращается в элемент природы, а сама природа очеловечивается.